# Cleo Moore
Cleo Moore (Baton Rouge, 31 de outubro de 1924 — Inglewood, 25 de outubro de 1973) foi uma atriz estadunidense. Sua estréia em filmes foi em 1948 em A Rainha do Congo, porém ela ganhou atenção no filme noir de Nicholas Ray, Cinzas que Queimam, em 1951.

## Carreira
Cleo Moore foi descoberta por um caçador de talentos da RKO Pictures. Ela fez sua estreia no cinema em 1948, em Congo Bill. A partir de 1952, a Columbia Pictures a usou como atriz principal e coadjuvante em várias produções, como Alma de Pecadora (1953) ou O Vigarista (1956), frequentemente dirigido por Hugo Haas.
A Columbia tentou comercializá-la como uma resposta a Marilyn Monroe. No entanto, assim como Mamie Van Doren, Sheree North ou Barbara Nichols, que foram criadas como sucessoras ou concorrentes de Monroe, ela permaneceu uma atriz secundária, ganhando mais notoriedade por suas performances na mídia e fotos pin-up. A carreira cinematográfica de Moore terminou no final dos anos 1950.

## Morte
Cleo Moore morreu em 25 de outubro de 1973, vítima de ataque cardíaco, apenas uma semana antes de completar 48 anos.

## Filmografia
| - Embraceable You (1948) - Congo Bill (1948) - Dynamite Pass (1950) - Bright Leaf (1950) - 711 Ocean Drive (1950) - The Great Jewel Robber (1950) - Rio Grande Patrol (1950) - Hunt the Man Down (1950) - Gambling House (1951) - On Dangerous Ground (1951) | - The Pace That Thrills (1952) - Strange Fascination (1952) - One Girl's Confession (1953) - Thy Neighbor's Wife (1953) - Bait (1954) - The Other Woman (1954) - Women's Prison (1955) - Hold Back Tomorrow (1955) - Over-Exposed (1956) - Hit and Run (1957) |